# Hospital zum Heiligen Geist (Schwäbisch Hall)
Das Hospital zum Heiligen Geist ist zum einen die Bezeichnung für den dreiflügeligen Gebäudekomplex des ehemaligen Spitals im Stadtkern von Schwäbisch Hall in Baden-Württemberg. Zum anderen ist es der offizielle Name der heute noch existierenden Stiftung, die das Hospital und dessen Nebeneinrichtungen betrieb.

## Hospitalgebäude

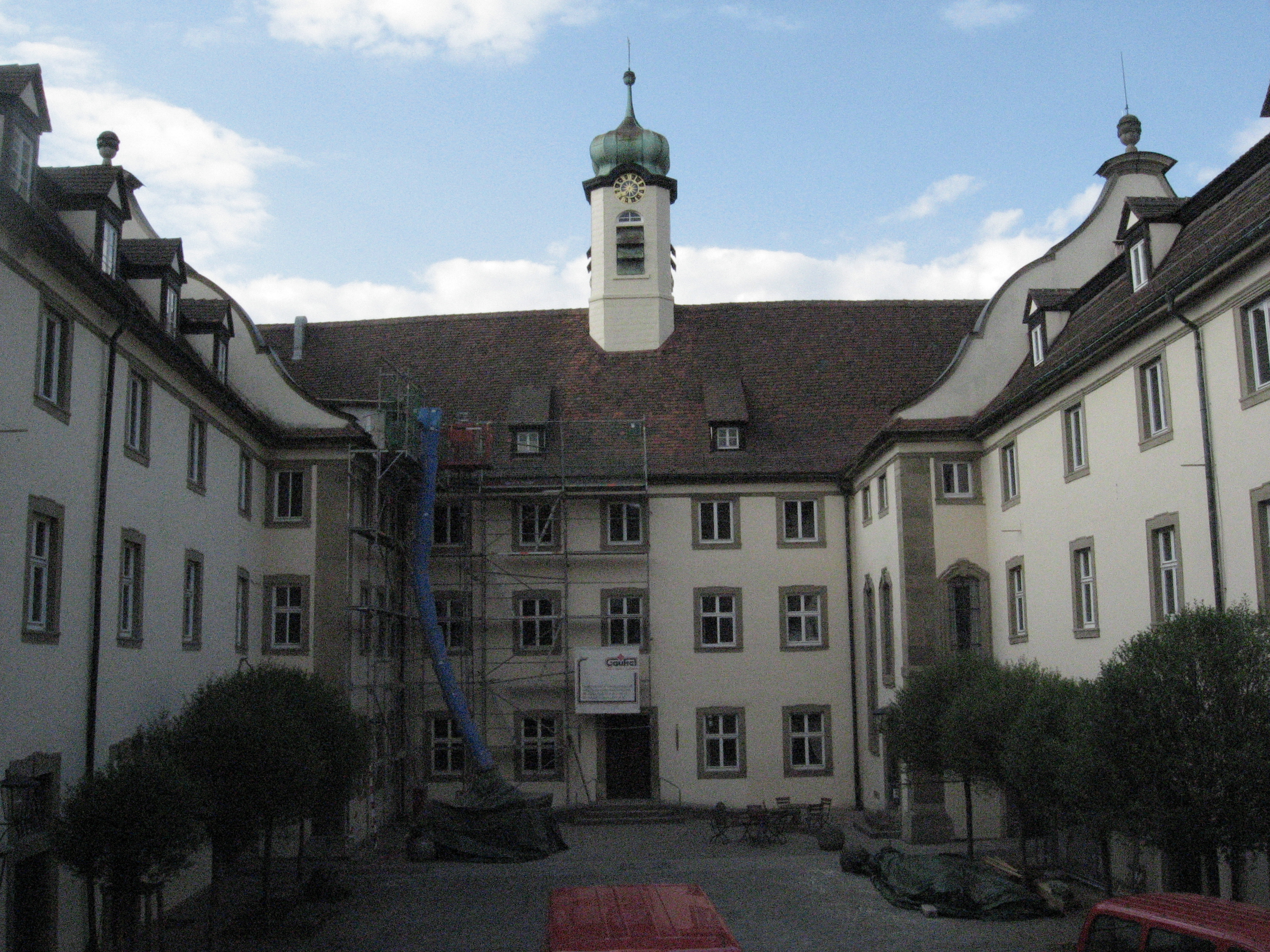
Blick nach Norden in den Spitalhof

Die historischen Hospitalgebäude befinden sich an der Straße Am Spitalbach am nördlichen Rand der historischen Altstadt von Schwäbisch Hall in nur geringem Abstand zum östlichen Kocherufer. Nach einem großen Stadtbrand im Jahr 1728 wurde der Spitalkomplex ab 1731 in seiner heutigen Form neu erbaut. Heute beherbergen die Gebäude das Goethe-Institut und die Fachhochschule Schwäbisch Hall. In der 1964 zum Konzertsaal umgebauten ehemaligen Hospitalkirche finden kulturelle Veranstaltungen statt.

## Hospitalstiftung
Die Stiftung (Eigenbezeichnung: Der Hospital zum Heiligen Geist) ist eine rechtlich selbständige Institution der freien Wohlfahrtspflege und wird durch die Stadt Schwäbisch Hall geführt und verwaltet. Sie ist eine rechtsfähige Stiftung. Schirmherr war und ist das jeweilige Stadtoberhaupt, zu Reichsstadtzeiten der Stättmeister, später der Stadtschultheiß, heute der Oberbürgermeister.
Die Stiftung verfügt über großen Waldbesitz und über einen umfangreichen Wohnungsbestand. Dadurch ist sie finanziell unabhängig und stellt einen wichtigen wirtschaftlichen Faktor innerhalb der Stadt dar. Mit diesen Mitteln stellt sie Wohnraum für sozial schwache Familien bereit. Sie fördert und unterstützt Einrichtungen der Jugendhilfe und verschiedene weitere Bildungseinrichtungen, wie zum Beispiel die Fachhochschule. Des Weiteren betreibt sie vier Altenwohnheime. Auch im Bereich der Gesundheitsfürsorge und Naherholung ist die Hospitalstiftung finanziell engagiert. Zur materiellen Unterstützung von Hilfsbedürftigen stellt sie einen jährlich neu aufgelegten Sozialfonds zur Verfügung.

## Geschichte des Hospitals
Eine erste Erwähnung des Spitals findet sich in einem Stiftungsbrief von 1228, in welchem ein Sivridus und eine Agatha ihr Vermögen einer bereits bestehenden, aber in Verfall geratenen Hospitalstiftung übertrugen. Diese Urkunde wurde von 39 Zeugen unterzeichnet und dem damaligen Haller Schultheißen besiegelt, was darauf hinweist, dass der Spitalstiftung eine große Bedeutung zugemessen wurde.
Im Jahr 1249 wurde die Leitung des Spitals der Kommende des damals in Hall ansässigen Johanniterordens übertragen. Die Brüder des Ritterordens verpflichteten sich zur Aufnahme von höchstens 20 Kranken. Blinde, Lahme und chronisch Kranke waren dabei von der Versorgung ausgeschlossen. Als Gegenleistung dafür erhielten die Johanniter das Vermögen des Spitals.
Im Jahr 1317 wurde den Johannitern die Bewirtschaftung des Spitals und auch das Hospitalvermögen durch die Stadt wieder entzogen. Von da an leitete die Stadt den Hospitalbetrieb selbst, verwaltete das Vermögen und führte die Geschäfte der Hospitalstiftung.
In einem Ablassbrief von 1319 wurde der Personenkreis, den das Spital fortan zu betreuen hatte erheblich erweitert: neben den akut Erkrankten hatte das Spital nun auch Blinde, Lahme, Waisen, Unmündige, chronisch Kranke und Körperbehinderte aufzunehmen und zu versorgen. Im selben Dokument wurde es auch erstmals urkundlich als Hospital zum Heiligen Geist bezeichnet. Die Aufsicht über das Hospitalvermögen wurde nun durch zwei Vertreter des Rates der Stadt geführt. Diese wurden als Hospitalpfleger bezeichnet. Der Leiter der Verwaltung des gesamten Hospitalbetriebes wurde Hospitalmeister genannt. In der Folgezeit wurden dem Spital oft große Nachlässe vermacht und Vermögenswerte gestiftet. Dadurch und durch die gewinnbringende Anlage von Überschüssen wurde der Besitz des Spitals beträchtlich vermehrt.
Im Jahr 1400 gehörten dem Spital schon 8 große Höfe, 18 kleinere Güter, 14 Feldlehen und 230 Morgen Wald. Die Spitalinsassen wurden bis in die 1390er Jahre aus Barmherzigkeit aufgenommen. Nach dieser Zeit konnten sich wohlhabende Bürger auch einen Pflegeplatz im Spital erkaufen, indem sie ihr Vermögen dem Spital überschrieben, dafür im Spital aber Nahrung, Wohnung und Pflege auf Lebenszeit erhielten. Diese Spitalbewohner wurden als Pfründner bezeichnet. Aus dem Spital war aus einem Armen- und Krankenhaus nun auch ein Altersheim geworden.
Im 15. Jahrhundert erweiterte das Spital seinen Grundbesitz um ein Vielfaches. Ursache dafür waren Besitzübertragungen von Stiftern, aber auch große eigene Ankäufe. Als größten Zukauf erwarb das Spital von der Stadt Hall 1446 das gesamte hällische Amt Honhardt. Eine weitere wichtige Erwerbung war der Kauf des Teurershofes 1479.
Im 16. Jahrhundert, nach der Reformation, erhielt das Spital keine Nachlässe und Vermögensübertragungen mehr. Die Gläubigen konnten sich nun nicht mehr durch gute Werke von ihren Sünden loskaufen. Dennoch konnte das Spital in diesem Jahrhundert einen enormen wirtschaftlichen Erfolg vorweisen.
Im 17. Jahrhundert war dieser, nicht zuletzt bedingt durch den Dreißigjährigen Krieg und dessen Folgen, eher unbedeutend. Aufgrund seines großen Vermögens, vor allem an Grundbesitz, konnte das Spital aber auch in dieser Zeit seinen Aufgaben nachkommen.
Im 18. Jahrhundert war das prägende Ereignis für die ganze Stadt Hall der Stadtbrand von 1728, bei dem auch die Gebäude des Hospitals vollkommen zerstört wurden. Die Insassen des Spitals wurden nach dem Brand auf verschiedene Quartiere im gesamten Stadtgebiet und in den Vorstädten verteilt (das Spital verpflegte zu dieser Zeit 370 Personen). 1730 begann der Wiederaufbau des Spitals und der Hospitalkomplex wurde in seiner heutigen Form an alter Stelle errichtet.
Anfang des 19. Jahrhunderts verlor Hall seine Selbständigkeit als Reichsstadt und wurde zur württembergischen Oberamtsstadt. Mit der Verstaatlichung der Saline 1804 begann eine Phase der wirtschaftlichen Stagnation und des Rückschritts. Im Jahr 1856 wurde das Spital als Krankenhaus geschlossen.